# Tomáš Chorý
Tomáš Chorý (ur. 26 stycznia 1995 w Ołomuńcu) – czeski piłkarz występujący na pozycji napastnika w czeskim klubie Viktoria Pilzno.